# GDDR7
GDDR7 SDRAM (Graphics Double Data Rate 7 Synchronous Dynamic Random-Access Memory) — тип памяти графической карты (SGRAM), указанный в стандарте памяти JEDEC с высокой пропускной способностью, интерфейсом с «двойной скоростью передачи данных», предназначенным для использования в видеокартах, игровых консолях и высокопроизводительных вычислениях. Это тип GDDR SDRAM (графическая DDR SDRAM), преемник GDDR6(X/W).

## История
- На Samsung Tech Day 2022 компания Samsung анонсировала GDDR7 как преемницу GDDR6X, которая может обеспечить скорость до 36 ГТ/с[3] . Два месяца спустя Samsung объявила, что будет использовать сигнализацию PAM-3 для достижения максимальной скорости передачи[4].
- 8 марта 2023 года Cadence анонсировала инструмент решения для проверки для предварительного производства GDDR7 SDRAM[5].
- 30 июня 2023 года Micron объявила, что она будет производиться с использованием узла 1ß (эквивалент технологического узла 12-10 нм), выпуск которого запланирован на первую половину 2024 года[6].
- 18 июля 2023 года Samsung анонсировала первое поколение GDDR7, которое может достигать скорости до 32 Гбит/с на контакт (пропускная способность на контакт выше на 33 % по сравнению с 24 Гбит/с на контакт у GDDR6), пропускная способность выше на 40 % (1,5 ТБ/с) по сравнению с GDDR6 (1,1 ТБ/с) и на 20 % более энергоэффективен. В качестве упаковочного материала компания будет использовать эпоксидный формовочный компаунд (ЭФК) наряду с оптимизацией архитектуры микросхемы, что снизит термическое сопротивление на 70 %[7]. Позже в ходе сессии вопросов и ответов Samsung упомянула, что она будет производиться с использованием узла D1z (эквивалент 15–14 нм[8]) и работать от напряжения 1,2 В. Версия 1,1 В с пониженной тактовой частотой также будет доступна в какой-то момент в будущем после выпуска версии 1,2 В[9].
- 5 марта 2024 года JEDEC официально опубликовала стандарт графической памяти GDDR7[10].

## Технологии
GDDR7 SDRAM основана на схеме передачи сигналов с амплитудно-импульсной модуляцией PAM-3 вместо NRZ (PAM-2). PAM-3 на 20 % более энергоэффективен, чем NRZ, с более высокой пропускной способностью в 32 ГТ/с (скорость передачи данных 128 Гбайт/с), но требует меньше оборудования, чем PAM-4, что делает его дешевле. PAM-3 использует три бита за два цикла, в то время как NRZ использует только 1 бит за цикл. GDDR7 SDRAM также будет производиться с использованием узла 1ß (эквивалентного технологическому узлу 12-10 нм), что станет последним производственным процессом DRAM, в котором будут использоваться инструменты литографии в глубоком ультрафиолете (DUV).

## Cм. также
- Список пропускных способностей интерфейсов передачи данных